# 就職活動支援塾
就職活動支援塾（しゅうしょくかつどうしえんじゅく）は、就職活動を控えた学生向けに、有償で就職活動のサポートをする塾である。一般的には、就活塾（しゅうかつじゅく）と呼ぶことが多い。

## 就職活動支援塾の歴史
初めて、大学生の就職活動を支援したのは、1992年に株式会社ジャパンビジネスラボにより設立された我究館である。
2008年のリーマン・ショック以降、企業業績が大幅に落ち込み、新卒採用が大幅に削減された。結果として、新卒の大学生が就職しにくい環境になり、超就職氷河期と呼ばれる時代に突入した。各企業の厳選採用が加速、大企業は数百倍となり、大学生はいかにして内定を獲得するかが大きなテーマとなった。
そのような中、SEO対策を手掛ける株式会社ガクーが運営する内定塾が、メディアに露出を展開。これにより、就職活動支援塾というビジネスモデルが一躍脚光を浴びるようになった。その後、100社以上の就職活動支援塾が設立。市場としては、まだ発展途上であり、個人事業や、他の事業と平行しながら就職活動支援塾を運営している企業が多いが、 就職活動支援専門の企業も存在する。

## 就職活動支援塾のサポート内容
模擬面接、個別面談、エントリーシート添削、グループディスカッション対策などを行っている。
個人が運営する個別指導が多いが、大手塾はクラス単位の講義も実施している。
各大学にも就職課（キャリアセンター）が存在するが、サポートの手厚さ等により差別化を図っている。また、他塾と差別化するために、内定実績、就職率、講師の質などをアピールする形で、熾烈な競争が繰り広げられている。

## 就職活動支援塾の質の問題
就職活動支援塾の急増に伴い、質の低い塾が問題になっている。具体的な問題として下記のような点が挙げられる。
サポートに対し、料金が高すぎる。
返金に関するトラブル。
講師の社会人経験が浅い、人事経験がないなど、講師の質が低い。
講師一人に対して塾利用者の数が多すぎる。
利用の際には、十分な比較検討が必要である。